# Pinus pinceana
Pinus pinceana är en tallväxtart som beskrevs av George Gordon. Pinus pinceana ingår i släktet tallar, och familjen tallväxter. IUCN kategoriserar arten globalt som nära hotad. Inga underarter finns listade i Catalogue of Life.